# Aaldert van Soest
Aaldert van Soest (1983)  is een Nederlandse onderzoeksjournalist en theoloog uit Baarn. 
Na de reformatische scholengemeenschap Gomarus College studeerde Van Soest eerst Internationale Betrekkingen en vervolgens Theologie aan de Universiteit van Utrecht. Aan de Protestantse Theologische Universiteit (PThU) in Utrecht haalde Van Soest in 2018 zijn master Gemeentepredikant.
Sinds 2006 werkt hij bij het Nederlands Dagblad. Zijn aandacht gaat speciaal uit naar onderzoeksjournalistiek, justitie, mensenrechten, medische ethiek en religie. Bij het Nederlands Dagblad schrijft Van Soest in de tweewekelijkse rubriek ‘Houvast’ regelmatig over leven en dood. 

## Erkenning
Eind 2006 won hij de jaarlijkse CIDI-scriptieprijs voor zijn scriptie Oorlog op afstand. De betrokkenheid van Iran bij de terreurbewegingen Hezbollah, Hamas en Islamitische Jihad.
Met Nederlands Dagblad-journalisten Maria Bouwman en Alexander Dommerholt won Van Soest De Tegel 2024 in de categorie 'Nieuws'. Het was een beloning voor hun onthullingen over vertragingen in de woningbouw in de serie ‘Woningzoekenden de dupe van bezwaarmakende burger. ‘Omwonenden accepteren steeds minder’.

## Prijs
- De Tegel 2024